# DBUs Landspokalturnering 2015-2016
La DBUs Landspokalturnering 2015-2016 è stata la 62ª edizione della coppa danese di calcio. La competizione è iniziata il 4 agosto 2015 ed è terminata il 5 maggio 2016 con la finale. La squadra detentrice del trofeo era il Copenaghen, che aveva vinto il torneo per la sesta volta nella sua storia nell'edizione precedente. La coppa è stata vinta per la settima volta dal Copenaghen, che ha sconfitto in finale ai tempi supplementari l'AGF.

## Ottavi di finale
| Squadra 1       | Risultato    | Squadra 2   |
| --------------- | ------------ | ----------- |
| 21 ottobre 2015 |              |             |
| Helsingør       | 0 - 2        | Randers     |
| 27 ottobre 2015 |              |             |
| Rishøj          | 0 - 3        | Aarhus      |
| Skive           | 3 - 2        | Viborg      |
| 28 ottobre 2015 |              |             |
| Greve           | 2 - 6        | SønderjyskE |
| Roskilde        | 3 - 2 d.t.s. | Midtjylland |
| Lyngby          | 1 - 2        | Aalborg     |
| 29 ottobre 2015 |              |             |
| Fredericia      | 1 - 2 d.t.s. | Copenaghen  |
| Køge BK         | 0 - 1        | Brøndby     |

## Quarti di finale
| Squadra 1     | Risultato    | Squadra 2 |
| ------------- | ------------ | --------- |
| 1º marzo 2016 |              |           |
| SønderjyskE   | 0 – 3        | Aarhus    |
| 2 marzo 2016  |              |           |
| Skive         | 0 – 3        | Brøndby   |
| 16 marzo 2016 |              |           |
| Copenaghen    | 2 – 1 d.t.s. | Randers   |
| 5 aprile 2016 |              |           |
| Roskilde      | 0 – 4        | Aalborg   |

## Semifinali
| Squadra 1           | Totale | Squadra 2 | Andata | Ritorno |
| ------------------- | ------ | --------- | ------ | ------- |
| 6 - 20 aprile 2016  |        |           |        |         |
| Copenaghen          | 2 – 1  | Brøndby   | 1 – 1  | 1 – 0   |
| 13 - 21 aprile 2016 |        |           |        |         |
| Aalborg             | 2 – 4  | Aarhus    | 0 – 2  | 2 – 2   |

## Finale
| Copenaghen 5 maggio 2016, ore 17:00 UTC+2 | Aarhus        | 1 – 2 referto | Copenaghen | Parken Stadium (35 828 spett.)\| Arbitro: \| Kristoffersen \| |
| Arbitro:                                  | Kristoffersen |               |            |                                                               |